# Harry Neumann
Pour les articles homonymes, voir Neumann.
Harry C. Neumann — généralement crédité Harry Neumann —, né le 11 février 1891 à Chicago (Illinois), mort le 14 janvier 1971 à Los Angeles (quartier d'Hollywood, Californie), est un directeur de la photographie américain, membre de l'ASC.

## Biographie
Au cinéma, Harry Neumann est chef opérateur sur trois-cent-quarante-six films américains, depuis The Still Alarm de Colin Campbell (1918, avec Tom Santschi et Bessie Eyton) jusqu'à La Femme guêpe de Roger Corman (1959, avec Susan Cabot).
Parmi ses films essentiellement de série B (dont des westerns), produits notamment par Monogram Pictures, mentionnons aussi Tarzan l'intrépide de Robert F. Hill (serial, 1933, avec Buster Crabbe et Julie Bishop), Californie... en avant ! d'Arthur Lubin (1937, avec John Wayne), The Great Alaskan Mystery de Lewis D. Collins et Ray Taylor (autre serial, 1944, avec Milburn Stone), ou encore L'Escadrille de l'enfer de Lesley Selander (1952, avec Sterling Hayden et Richard Carlson).
Pour la télévision, Harry Neumann contribue à cinq séries américaines de 1951 à 1958, dont Les Aventuriers du Far West (deux épisodes, 1954).

## Filmographie partielle

### Cinéma

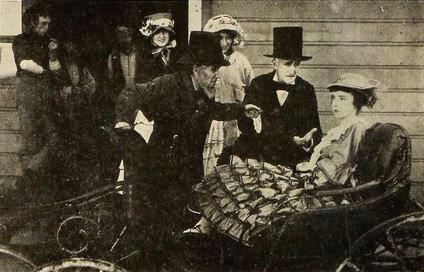
A Hoosier Romance (1918), avec au premier plan Thomas Jefferson, Frank Hayes et Colleen Moore (de g. à d.)

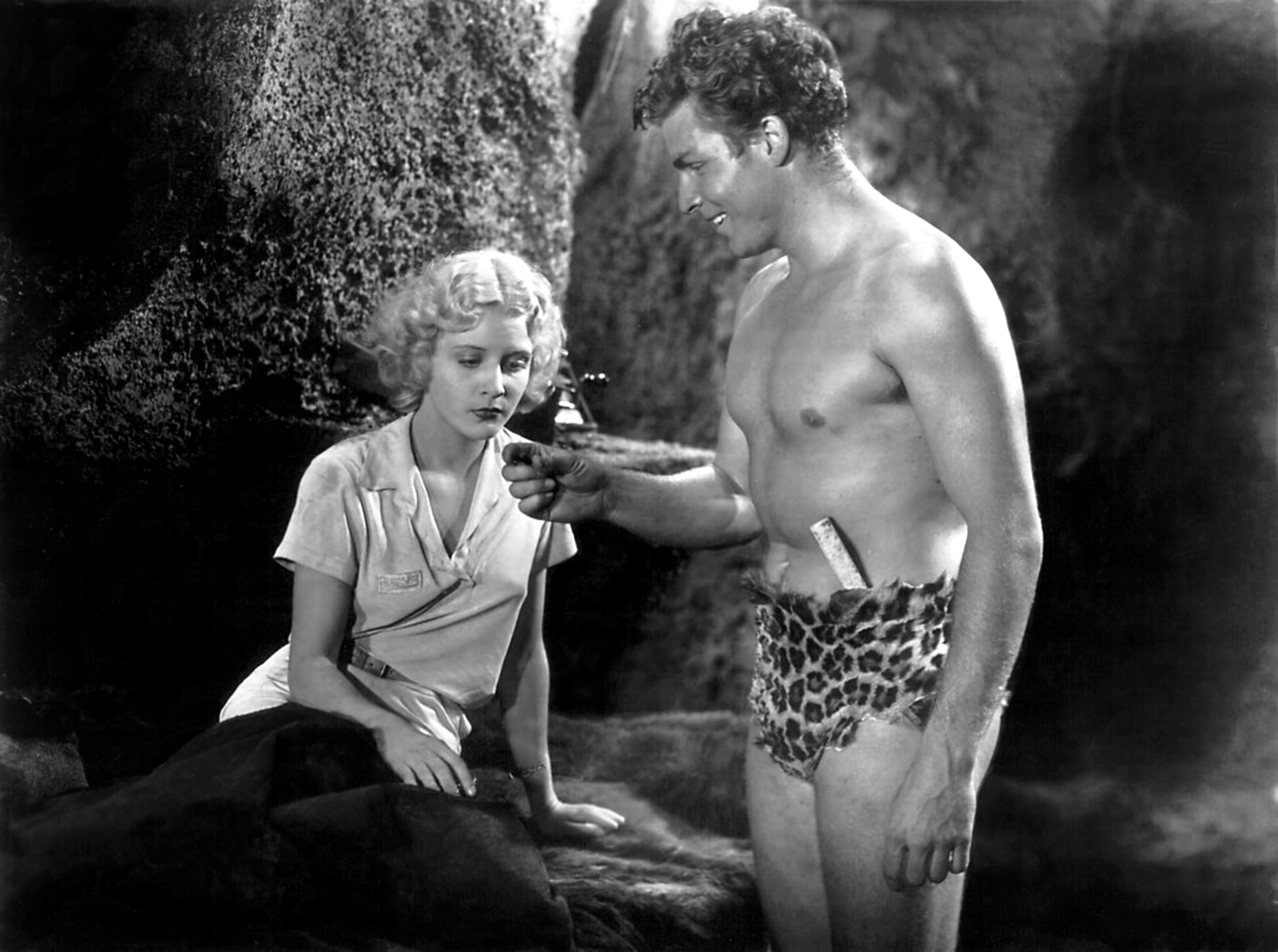
Tarzan l'intrépide (1933), avec Julie Bishop et Buster Crabbe

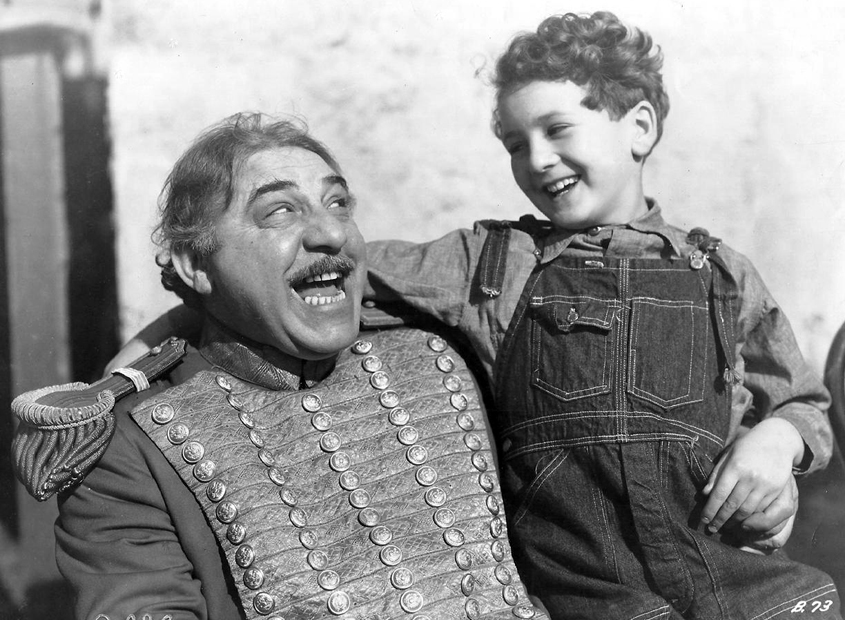
Chantons encore (1936), avec Henry Armetta (à g.) et Bobby Breen

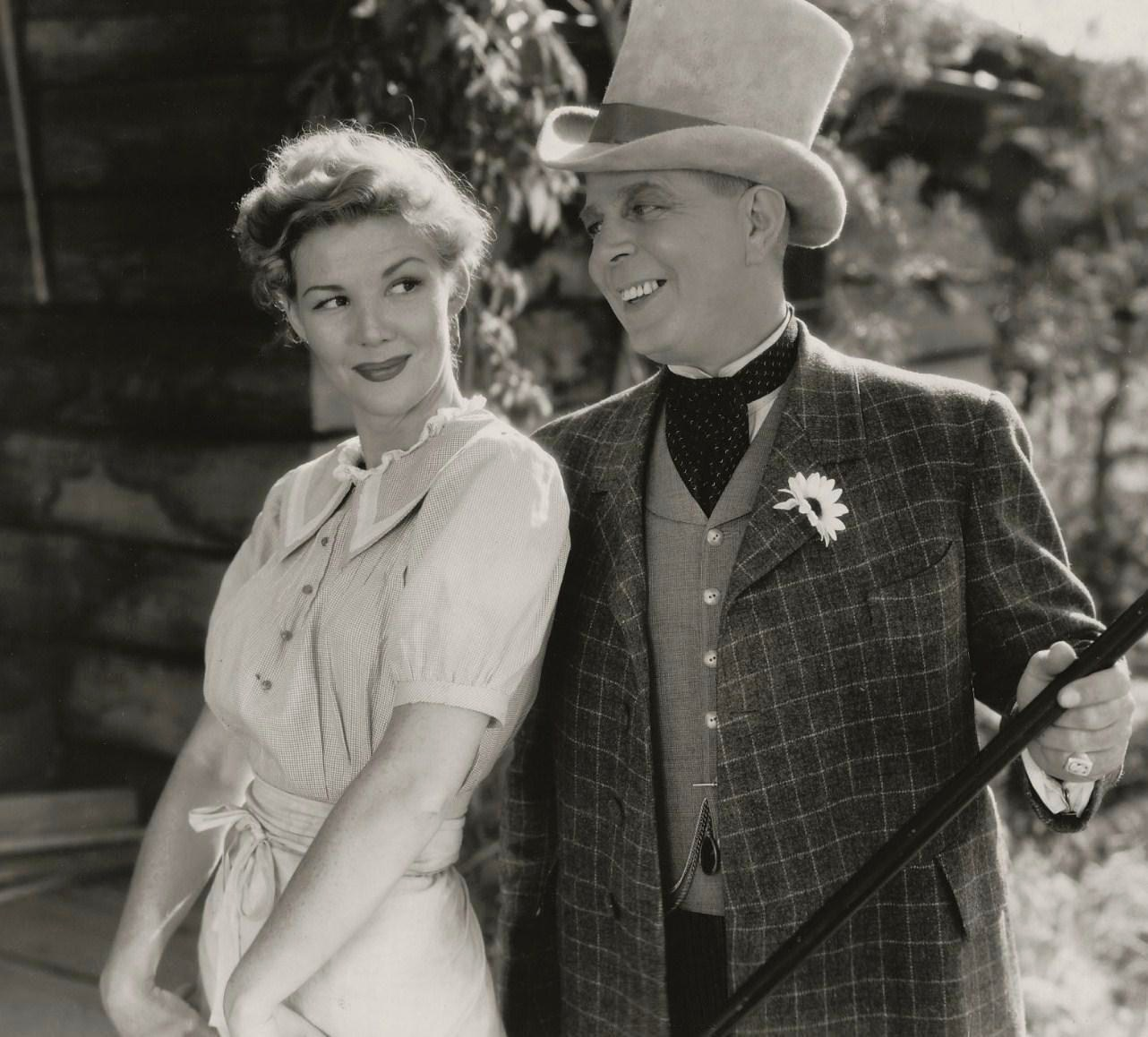
Marked Trails (1944), avec Veda Ann Borg et Hoot Gibson

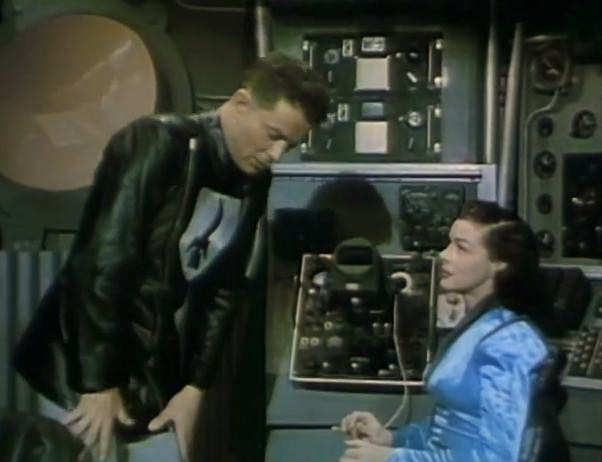
Destination Mars (1951), avec Arthur Franz et Marguerite Chapman

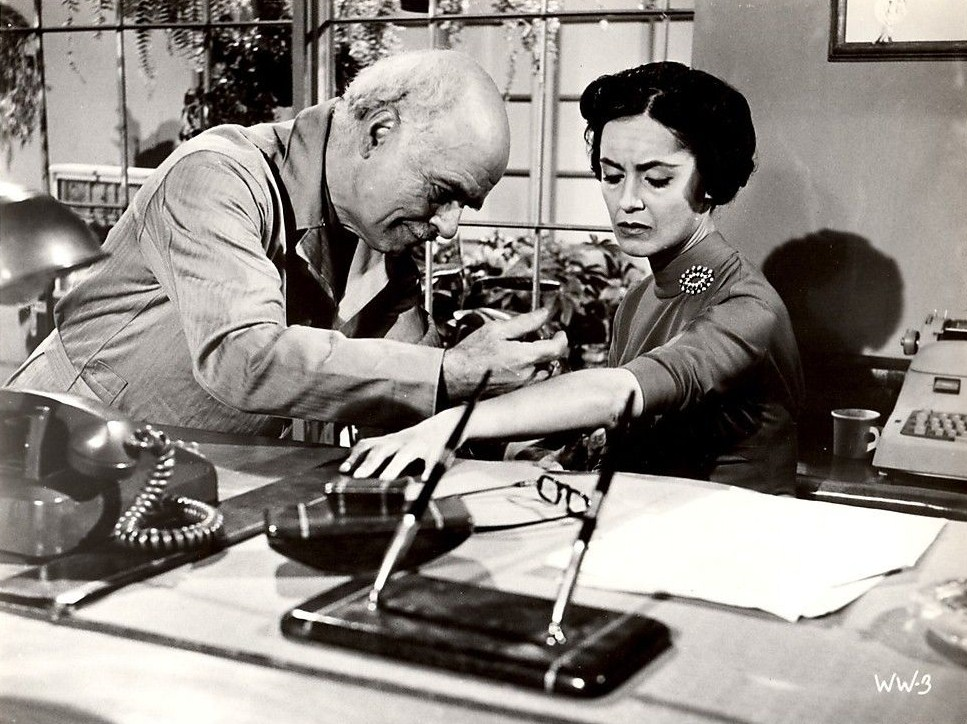
La Femme guêpe (1959), avec Michael Mark et Susan Cabot

- 1918 : The Still Alarm de Colin Campbell
- 1918 : A Hoosier Romance de Colin Campbell
- 1922 : Bulldog Courage d'Edward A. Kull
- 1924 : L'Usurpateur (The Black Trail) de George Marshall et Clifford Smith
- 1925 : Fils à papa (The Taming of the West) d'Arthur Rosson
- 1925 : Le Ranch des fantômes (Spook Ranch) d'Edward Laemmle
- 1925 : Jack le centaure (The Calgary Stampede) d'Herbert Blaché
- 1926 : Le Grand Prix de l'Arizona (Arizona Sweepstakes) de Clifford Smith
- 1926 : The Buckaroo Kid de Lynn Reynolds
- 1926 : Invalide par amour (Chip of the Flying U) de Lynn Reynolds
- 1927 : Le Roi de la prairie (The Prairie King) de B. Reeves Eason
- 1927 : L'Homme aux cheveux rouges (The Silent Rider) de Lynn Reynolds
- 1928 : À la rescousse (Clearing the Trail) de B. Reeves Eason
- 1928 : The Wild West Show de Del Andrews
- 1929 : La Manière forte (Courtin' Wildcats) de Jerome Storm
- 1929 : Tout est bien qui finit bien (Burning the Wind) d'Herbert Blaché et Henry MacRae
- 1931 : Hard Hombre (en) d'Otto Brower
- 1932 : Le Treizième Invité (The Thirteenth Guest) d'Albert Ray
- 1932 : The Cowboy Counsellor de George Melford
- 1932 : Vanity Fair de Chester M. Franklin
- 1932 : The Local Bad Man (en) d'Otto Brower
- 1933 : Un hurlement dans la nuit (A Shriek in the Night) d'Albert Ray
- 1933 : Tarzan l'intrépide (Tarzan the Fearless) de Robert F. Hill (serial)
- 1933 : Picture Brides de Phil Rosen
- 1934 : The Mysterious Mr. Wong de William Nigh
- 1934 : Million Dollar Baby de Joseph Santley
- 1935 : The Mystery Man de Ray McCarey
- 1935 : Cardinal Richelieu de Rowland V. Lee (seconde équipe)
- 1935 : Keeper of the Bees de Christy Cabanne
- 1935 : La Frontière impitoyable (The New Frontier) de Carl Pierson
- 1935 : L'Amour est maître (The Healer) de Reginald Barker
- 1936 : Chantons encore (Let's Sing Again) de Kurt Neumann
- 1937 : Chasseurs d'images (I Cover the War) d'Arthur Lubin
- 1937 : L'Idole de la foule (Idol of the Crowds) d'Arthur Lubin
- 1937 : Californie... en avant ! (California Straight Ahead!) d'Arthur Lubin
- 1938 : Air Devils (en) de John Rawlins
- 1938 : Mr. Wong, Detective de William Nigh
- 1939 : Boys' Reformatory d'Howard Bretherton
- 1939 : Les Mutinés de Big House (Mutiny in the Big House) de William Nigh
- 1939 : Mr. Wong in Chinatown de William Nigh
- 1939 : Le Mystère de Mr Wong de William Nigh
- 1940 : La Malédiction (Doomed to Die) de William Nigh
- 1940 : The Fatal Hour de William Nigh
- 1940 : Queen of the Yukon de Phil Rosen
- 1940 : Le Singe tueur (The Ape) de William Nigh
- 1941 : Arizona Bound (en) de Spencer Gordon Bennet
- 1941 : The Apache Kid  de George Sherman
- 1941 : I Killed That Man de Phil Rosen
- 1942 : South of Santa Fe (en) de Joseph Kane
- 1942 : Dawn on the Great Divide (en) d'Howard Bretherton
- 1944 : The Great Alaskan Mystery de Lewis D. Collins et Ray Taylor (serial)
- 1944 : Marked Trails de John P. McCarthy
- 1945 : L'Aventurière de San Francisco (Allotment Wives) de William Nigh
- 1945 : Les Diables jaunes (China's Little Devils) de Monta Bell
- 1945 : L'Espoir de vivre (Forever Yours) de William Nigh
- 1945 : Suzy des bas-fonds (Sunbonnet Sue) de Ralph Murphy
- 1946 : Le Gai Cavalier (The Gay Cavalier) de William Nigh
- 1946 : Wife Wanted de Phil Karlson
- 1946 : Les Dés sanglants (Below the Deadline) de William Beaudine
- 1947 : Les Vengeurs du sud (Raiders of the South) de Lambert Hillyer
- 1947 : Le Gagnant du Kentucky (Black Gold) de Phil Karlson
- 1948 : Le Justicier de la Sierra (Panhandle) de Lesley Selander
- 1948 : L'Emprise (The Hunted) de Jack Bernhard
- 1949 : Panique sauvage au Far West (Stampede) de Lesley Selander
- 1949 : Gun Runner de Lambert Hillyer
- 1951 : J'étais une espionne américaine (I Was an American Spy) de Lesley Selander
- 1951 : Destination Mars (Flight to Mars) de Lesley Selander
- 1951 : Le Chevalier au masque de dentelle (The Highwayman) de Lesley Selander
- 1952 : Hiawatha de Kurt Neumann
- 1952 : L'Escadrille de l'enfer (Flat Top) de Lesley Selander
- 1952 : The Rose Bowl Story de William Beaudine
- 1952 : Femmes hors-la-loi (Outlaw women) de Sam Newfield
- 1953 : The Maze de William Cameron Menzies
- 1953 : Les Tuniques rouges (Fort Vengeance) de Lesley Selander
- 1953 : Fighter Attack de Lesley Selander
- 1953 : Kansas Pacific de Ray Nazarro
- 1953 : Bomba, vengeur de la jungle (Safari Drums) de Ford Beebe
- 1954 : Pride of the Blue Grass de William Beaudine
- 1954 : Dragonfly Squadron de Lesley Selander
- 1955 : Un pruneau pour Joe (A Bullet for Joey) de Lewis Allen
- 1955 : The Phenix City Story de Phil Karlson
- 1956 : Calling Homicide d'Edward Bernds
- 1956 : Screaming Eagles de Charles F. Haas
- 1957 : Sabu and the Magic Ring (en) de George Blair
- 1957 : Footsteps in the Night de Jean Yarbrough
- 1957 : My Gun is Quick de Victor Saville et George White
- 1958 : Le Bagarreur du Montana (Man from God's Country) de Paul Landres
- 1958 : Le Desperado des plaines (Cole Younger, Gunfighter) de R. G. Springsteen
- 1959 : La Femme guêpe (The Wasp Woman) de Roger Corman

### Télévision
- 1954 : série Les Aventuriers du Far West (Death Valley Days), saison 3, épisode 1 The Saint's Portrait de Stuart E. McGowan et épisode 3 Halfway Girl de Stuart McGowan